# Ellipteroides (Ellipteroides) piceus
Ellipteroides (Ellipteroides) piceus is een tweevleugelige uit de familie steltmuggen (Limoniidae). De soort komt voor in het Palearctisch gebied.